# Java Jazz Festival
Il Jakarta International Java Jazz Festival (JIJJF) o solo Java Jazz Festival (JJF) è uno dei più grandi festival jazz del mondo e probabilmente il più grande dell'emisfero australe, tenutosi a Giacarta, in Indonesia. Il festival jazz annuale si tiene ogni inizio marzo ed è stato progettato per essere uno dei più grandi festival jazz a livello globale. Si tenne per la prima volta nel 2005, quando circa 125 gruppi e 1.405 artisti si esibirono in 146 spettacoli. Il primo festival ha visto la partecipazione di 47.500 visitatori durante il suo periodo di tre giorni. Il festival, conosciuto anche semplicemente come Java Jazz, è stato fondato dall'uomo d'affari indonesiano Peter F. Gontha.

## Storia
Oltre a presentare musicisti jazz stranieri e locali, questo festival è anche arricchito da musicisti di altri generi musicali come R&B, Soul e Reggae. Alcuni dei principali musicisti che hanno partecipato nel 2006 erano James Brown, Earth, Wind & Fire, Eric Benet, Bubi Chen e Angie Stone. Mentre nel 2007 si sono esibiti anche i musicisti Sergio Mendes, Chaka Khan, Lisa Ono e Jamie Cullum. Secondo il sito ufficiale di questo festival, oltre 67.000 visitatori hanno partecipato al festival per tre giorni nel 2006.

## Partecipazioni speciali
Molte sono state le esibizioni speciali presentate in questo festival jazz, tra cui Santana, Lee Ritenour e Dave Koz. Oltre le esibizioni speciali ci sono ci sono apparizioni come Steve Lukather, Barry Likumahuwa Project, Robben Ford, Sandy Winarta Quartet, Sheila Majid, Joy Tobing, Chieli Minucci e Special EFX, Bob James e altri musicisti jazz.

## Inizio e contesto
Peter F. Gontha è la persona che sta dietro questo splendido Festival Jazz. È stato impegnato in molte attività legate al jazz. È motivato e ispirato dalla visione che le persone di tutto il mondo possono lavorare insieme in pace ed armonia attraverso bellissimi media musicali. Vede la musica come l'unica lingua internazionale, che rimuove tutti gli ostacoli e apre cuori e pensieri ovunque.